# David Lascelles
David Henry George Lascelles, 8e graaf van Harewood (Londen, 21 oktober 1950) is een Brits filmproducent.
Hij is de oudste zoon van George Lascelles en de pianiste Marion Stein. Zijn vader was een neef van Koningin Elizabeth II. David werd na de dood van zijn vader in 2011 graaf van Harewood.
David is geboren in Bayswater, Londen en is gedoopt in de All Saints' Church in Harewood. Zijn peetouders zijn: Koningin Elizabeth II, koningin Mary, The Viscountess Boyne, Benjamin Britten, en Gerald Lascelles, zijn oom van vaders kant.
Hij trouwde met Margaret Rosalind Messenger (1948) op 12 februari 1979. Met haar kreeg hij vier kinderen:
- Emily  (23 november 1976)
- Benjamin George (23 november 1978)
- Alexander Edgar (13 mei 1980)
- Edward (1982)

Ze scheidden in 1989. Op 11 maart 1990 trouwde David nog een keer, met Diane Jane Howse. De twee oudste kinderen van David, Emily en Benjamin, hebben geen recht op de Harewood titels en zijn ook uitgesloten van de Britse troonopvolging. De twee jongste wel; Alexander is, na zijn vader, de erfgenaam van het Earldom of Harewood.